# انخساف

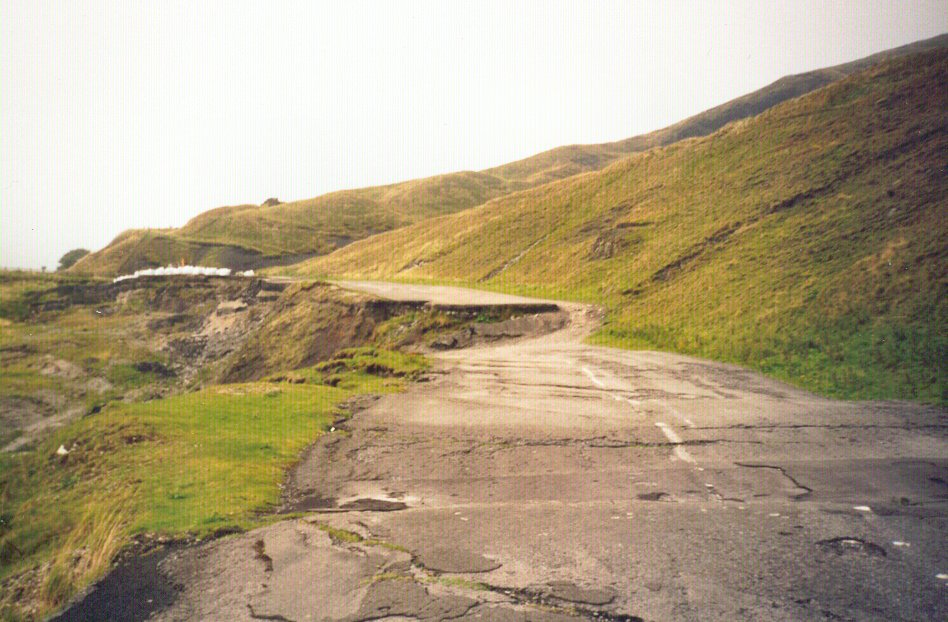
انخساف الطريق في ديربيشاير.

الانخساف (بالإنجليزية: Subsidence)‏، هو انهيار مفاجئ أو نزول تدريجي لسطح الأرض مع تحرك أفقي ضعيف أو منعدم. كثيراً ما يُسبب الانخساف مشاكل في التضاريس الكارستية حيث يؤدي تفكك الحجر الجيري بسبب تدفق السوائل إلى خَلْق مسافات وثقوب من شأنها أن تُكوّن هيكلاً ضعيفاً تؤدي إلى الانخساف فيما بعد.